# Buslijn 304 (Groningen-Drachten)
Buslijn 304 is een snelbuslijn van Qbuzz in de concessie Groningen-Drenthe. De bus rijdt volgens de formule Qliner en verbindt Drachten en Groningen.

## Dienstregeling
Op werkdagen en op zaterdagmiddag rijdt de lijn 2x per uur, met extra ritten naar Groningen in de ochtendspits en naar Drachten in de avondspits. De extra ritten rijden tussen Drachten, Van Knobelsdorffplein en Groningen, Hoofdstation. 's Avonds, op zaterdagochtend en op zondag wordt er 1x per uur gereden. Op P+R Leek wordt in de richting van Groningen alleen op verzoek gestopt. Op werkdagen rijdt er ook een sneldienst onder de lijn 314.